# Chaerephon bregullae
Chaerephon bregullae је врста сисара из реда слепих мишева (Chiroptera) и породице Molossidae.

## Распрострањење
Ареал врсте је ограничен на мањи број држава. Присутна је у државама Фиџи и Вануату.

## Станиште
Станиште врсте су шуме.

## Угроженост
Ова врста се сматра угроженом.